# جيسو
كيم جي-سو (بالكورية: 지수) (بالهانغل:김지수، ولدت في 3 يناير 1995) تعرف بأسم جيسو هي مغنية وممثلة وعارضة كورية جنوبية وعضوة في الفرقة الكورية الجنوبية بلاكبينك.

## حياتها ومسيرتها

### حياتها المبكرة
ولدت في 3 يناير 1995 في غونبو، غيونغي، كوريا الجنوبية. وإنضمت إلى واي جي إنترتينمنت كمتدربة في يوليو 2011 وتدربت لمدة 5 سنوات. تجيد جيسو اللغة الكورية والإنجليزية والصينية.
في عام 2015، ظهرت جيسو في مسلسل المنتجون إلى جانب ساندرا بارك وكانغ سيونغ وون. وفي نفس العام، ظهرت جيسو في العديد من الإعلانات مثل إعلان سامسونايت إلى جانب الممثل إي من هو وإعلان سمارت يونيفورف وإل جي إلكترونيكس ونيكون.

### محطات فنية
ترسمت في فرقة بلاكبينك في 8 أغسطس 2016، وتشغل في الفرقة موقع المغنية الرئيسية والفيجوال (وجه الفرقة).
في الفترة من 5 فبراير 2017 حتى 4 فبراير 2018، قدّمت جيسو برنامج إنكيغايو إلى جانب كل من دويونغ وجين يونغ. وفي 3 يونيو 2019، ظهرت جيسو بمشهد قصير في الدراما الخيالية "سجلات أرثدال" إلى جانب نيكهون.

## الحياة الشخصية
في 3 أغسطس 2023 ، أكدت وكالة YG أن جيسو على علاقة مع الممثل آهن بو-هيون.

## التأثير
في استطلاع سنوي موسيقي أجرته مؤسسة غالوب الكورية لعام 2018، إحتلت جيسو المرتبة العاشرة كأكثر آيدول شعبية في كوريا الجنوبية، حيث حصلت على 4.8٪ من الأصوات. وفي أبريل 2019، كانت في المرتبة العاشرة كأكثر كيبوب آيدول متابعةً على الإنستغرام، مع 12.8 مليون متابع. في عام 2019، تم اختيارها كجزء من BoF 500، وهو مؤشر احترافي نهائي للأشخاص الذين يشكلون 2.4 تريليون دولار من صناعة الأزياء.

## فيلموغرافيا

### المسلسلات التلفزيونية
| السنة | العنوان          | الدور        | ملاحظات   | مراجع. |
| ----- | ---------------- | ------------ | --------- | ------ |
| 2015  | المنتجون         | نفسها        | ظهور بسيط | [ 17 ] |
| 2017  | بارت-تايم آيدولز | نفسها        | ظهور بسيط |        |
| 2019  | سجلات أسدال      | ساي نا-راي   | ظهور بسيط | [ 18 ] |
| 2021  | سنو دروب         | ايون يونغ رو | دور رئيسي | [ 19 ] |
| 2025  | نيوتوبيا         | كانغ يونغ جو | دور رئيسي | [ 20 ] |

### مسلسلات ويب
| السنة | عنوان    | الشبكة      | الدور        | مراجع. |
| ----- | -------- | ----------- | ------------ | ------ |
| 2025  | نيوتوبيا | كوبانغ بلاي | كانغ يونغ-جو | [ 21 ] |

### الإستضافة
| السنة     | الأسم    | القناة   | الدور | ملاحظات                 | مراجع. |
| --------- | -------- | -------- | ----- | ----------------------- | ------ |
| 2017–2018 | إنكيغايو | أس بي أس | مضيفة | مع بارك جن يونغ ودويونغ | [ 22 ] |

### الفيديو كليبات
| الأسم                    | السنة | الفنان     | مراجع. |
| ------------------------ | ----- | ---------- | ------ |
| "سبويلر + هابين إيندينغ" | 2014  | إيبك هاي   | [ 23 ] |
| "أنا مختلفة"             | 2014  | هاي سوهيون | [ 23 ] |

### أعلانات
- صورت إعلان سامسونايت مع أي مين هو 2015
- صورت إعلان نيكون J5 عام 2015
- صورت إعلان الزي المدرسي «سمارت يونيفورم» مع فرقة آيكون عام 2015
- صورت إعلان أنجيل ستون عام 2015
- صورت إعلان آخر للزي المدرسي «سمارت يونيفورم» مع آيكون عام 2016
- صورت إعلان هاتف إيل جي ستايلوس2 عام 2016.[24]

## روابط خارجية
- جيسو على موقع IMDb (الإنجليزية)
- جيسو على موقع ميوزك برينز (الإنجليزية)
- جيسو على موقع أول موفي (الإنجليزية)
- جيسو على موقع أول ميوزيك (الإنجليزية)
- جيسو على موقع ديسكوغز (الإنجليزية)
- جيسو على موقع قاعدة بيانات الفيلم (الإنجليزية)
- جيسو على موقع ليتربوكسد (الإنجليزية)
- جيسو على موقع كينوبويسك (الروسية)